# Ulpi Crinit
Ulpi Crinit (en llatí Ulpius Crinitus) va ser un general del temps de l'emperador Valerià I.
Deia ser descendent de l'emperador Trajà. Va rebre el govern d'Il·líria i Tràcia on va tenir com a legat a Aurelià, després emperador. Aurelià es va destacar tant que Ulpià el va adoptar com a fill en presència de Valerià, segons diu Flavi Vopisc a la Historia Augusta.
Després va ser cònsol sufecte l'any 257 amb el seu fill adoptiu.